# Any còsmic
Un any galàctic, també conegut com a any còsmic, és el període que triga el sistema solar a fer una òrbita al voltant del centre de la Via Làctia. L'any galàctic és una unitat apropiada per a pensar en períodes còsmics i geològics. Per contra, una escala basada en bilions d'anys no permetria discriminar els diferents esdeveniments geològics, i una escala basada en milions d'anys requeriria l'ús de nombres massa grossos.

## Cronologia de la història de la Terra en anys galàctics
En aquesta cronologia, un any galàctic (galactic year en anglès, abreujat com GY) equival a 225 milions d'anys.
- -40 GY: big-bang
- -39 GY: Formació de la Via Làctia
- 0 GY: Formació del Sol
- 4 GY: Els oceans apareixen a la Terra
- 5 GY: Comença la vida a la Terra
- 6 GY: Apareixen els organismes procariotes
- 7 GY: Apareixen les bacteris
- 10 GY: Apareixen els continents
- 13 GY: Apareixen els organismes eucariotes
- 16 GY: Apareixen els organismes pluricel·lulars
- 17,8 GY: Explosió cambriana
- 19 GY: Extinció massiva del Permià-Triàsic
- 19,6 GY: Extinció massiva del Cretaci-Paleogen
- 19,999 GY: Apareixen els humans
- 20 GY: Present